# Chinoiserie

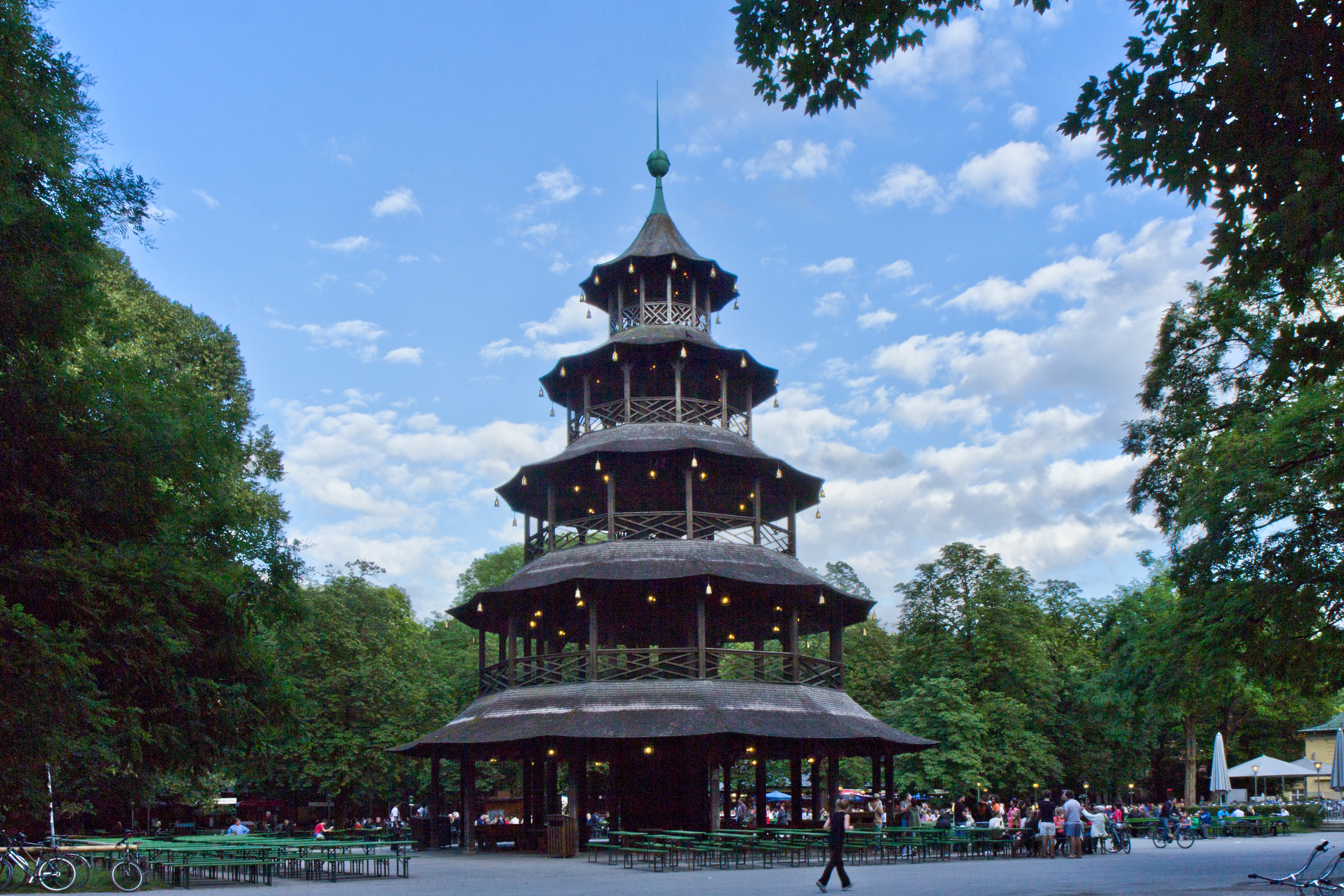
Torre xinesa (Chinesischer Turm) en el Englischer Garten (Múnic).

El terme Chinoiserie (del francès: 'xinesada') es refereix a un estil artístic europeu que arreplega la influència de la Xina i es caracteritza per l'ús de dissenys propis de la Xina, l'asimetria, capritxosos canvis de grandària, l'ús de materials lacats i abundant decoració. La chinoiserie va entrar a Europa aproximadament en l'última cambra del segle xvii i el seu auge es va produir a mitjan segle xviii, quan fou assimilat pel rococó.

## Evolució
Des del Renaixement fins al segle xviii els dissenyadors occidentals van tractar d'imitar la sofisticació tècnica de la ceràmica xinesa, arribant a un èxit parcial. La imitació dels dissenys xinesos va començar a la fi del segle xvii, es va incorporar a la producció de porcellana, normalment en conjunts de te i es va fer molt popular durant el rococó chinoiserie (al voltant de 1740–1770).

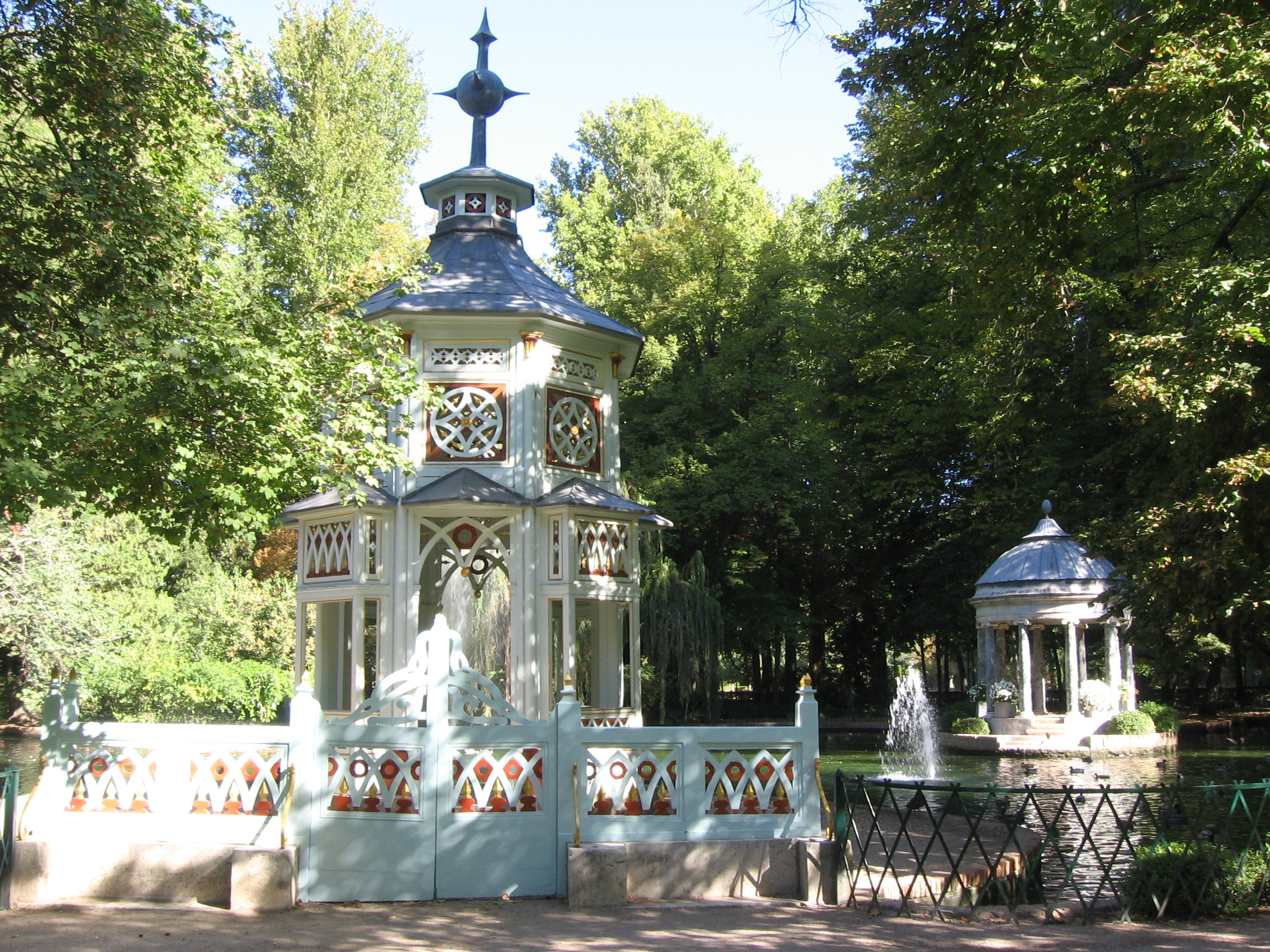
Quiosc xinesc del Jardí del Príncep d'Aranjuez

Les primeres traces de chinoiserie van aparèixer a principis del segle xvii en l'art de les nacions amb colònies en l'Índia, Països Baixos i Anglaterra i, des de mitjans de segle, també Portugal. La ceràmica realitzada en Delft i altres zones d'Holanda van adoptar la decoració blanca i blava de l'art de la dinastia Ming de principis de segle, i els primers treballs en ceràmica de Meissen i altres regions riques en la producció de porcellanes van imitar també les formes xineses dels plats, gots i conjunts de te. Però en la Xinesa imaginada pels artesans, els mandarins vivien en preciosos paisatges muntanyencs amb ponts de teranyina, duien para-sols florejats i vivien en subtils construccions de bambú aguaitades per dracs i fènix mentre als voltants els micos es balancejaven en els seus arbres.
Els pavellons d'«estil xinès» van aparèixer en els parterres de finals del barroc i rococó d'Alemanya i Rússia i en els panells de rajoles d'Aranjuez, municipi proper a Madrid. Es van construir «viles xineses» en Drottningholm, Suècia i Tsarskoe Selo, Rússia. També es va rendir un sobri homenatge als adorns de la primera etapa Qing. El tang va evolucionar en una taula georgiana i cadires de braços de respatlers quadrats apreciada pels cavallers anglesos. No tots els principis de disseny de chinoiseries estaven influïts per la cultura xinesa, també es van incorporar elements de la decoració japonesa, com parets d'empaperar pintats amb elements «japonesos», figuretes de ceràmica i ornaments de taula.
Van començar a construir-se menudes pagodes en els salons, i altres majors en els jardins. En Kew hi ha una enorme pagoda dissenyada per Sir William Chambers. Més tard es va construir una rèplica d'aquesta pagoda en l'Englischer Garten de Múnic. Durant l'adveniment del neoclassicisme de la dècada de 1770 des d'ara es va aprofundir més en les extravagàncies decoratives. Durant l'auge de les decoracions «gregues», Jordi IV d'Anglaterra va manar construir el Royal Pavilion la fàbrica de porcellana i la fàbrica de porcellana de Worcester va imitar la porcellana imari. Algunes cases d'enorme grandària, com la Casa Loma, a vegades disposaven d'una casa d'hostes decorada en estile chinoiserie, amb un llit d'estil xinès, les parets empaperades amb temes de fènix i dracs i porcellana xinesa. Altres inspiracions exòtiques inclouen els temes turcs.
El terme també es va emprar en les crítiques literàries per a descriure un determinat estil, com l'atribuït a Ernest Braham en els seus relats sobre Kai Lung, a Barry Hughart i Stephen Marley en les seues sèrie Chia Black Dragon (encara que Marley va rebutjar que li associaren amb l'estil chinoiserie, encunyant en canvi el seu propi terme: «gòtic xinès»).